# Palazzo Hercolani (Bologna)

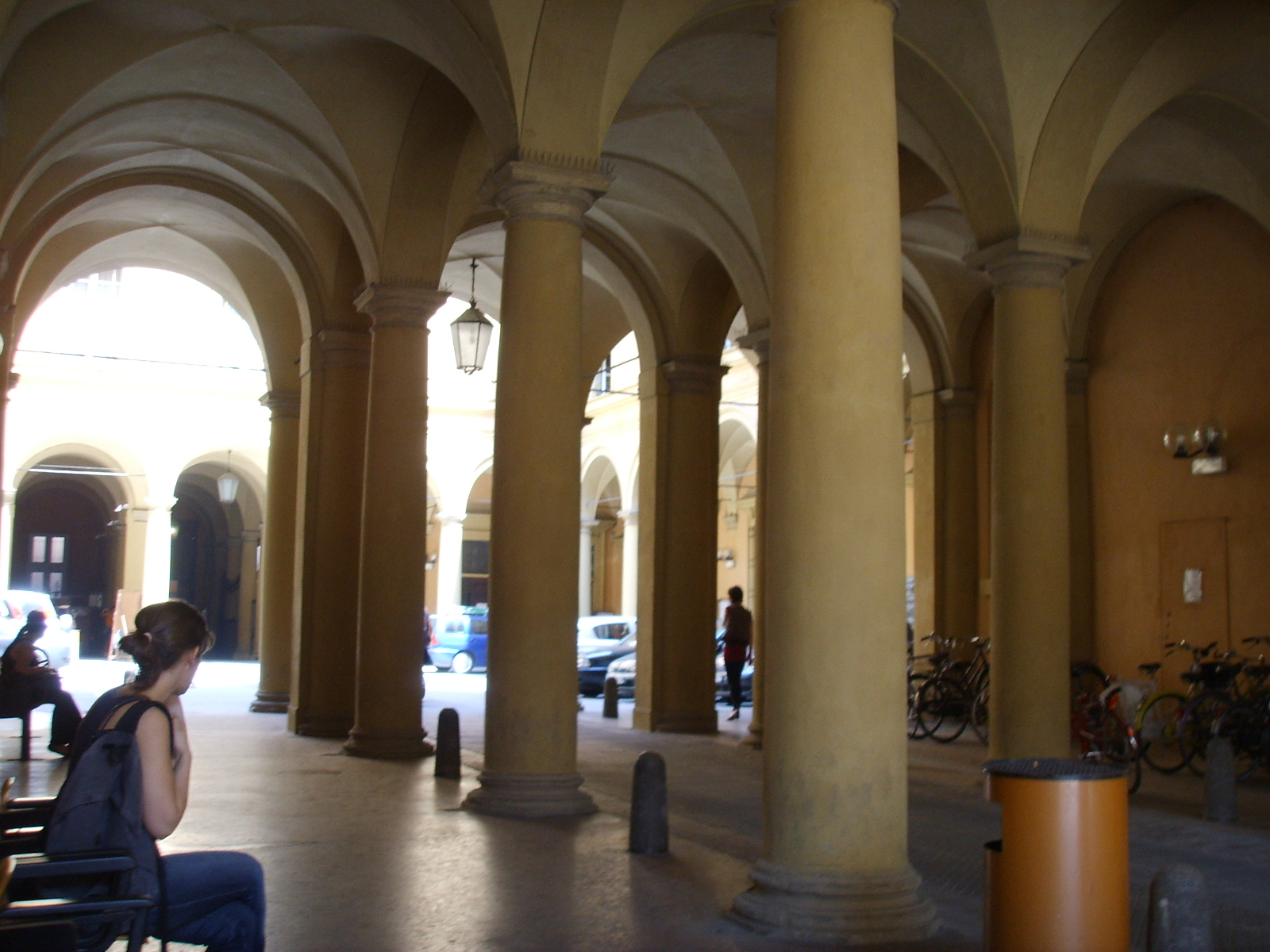
Vorhalle im Innenhof des Palazzo Hercolani

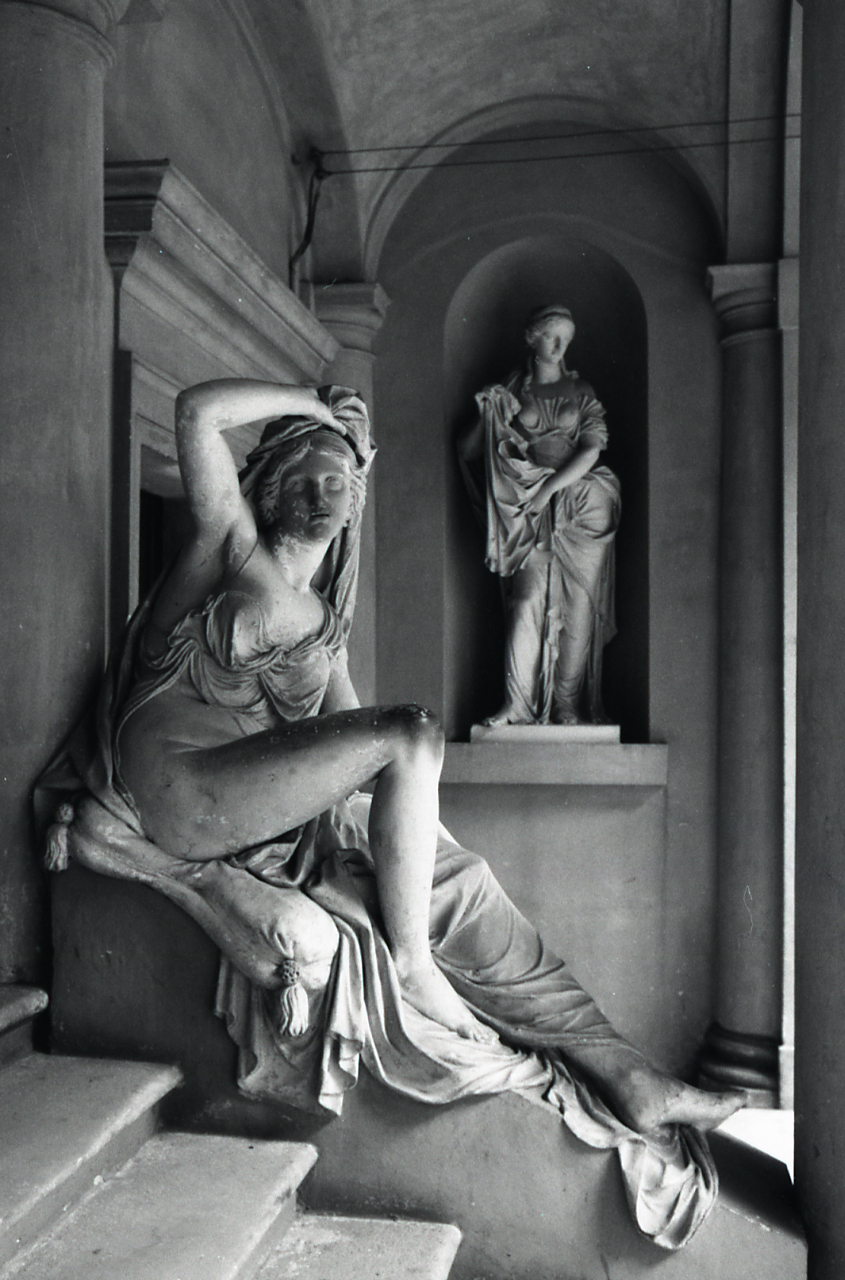
Statuen. Foto von Paolo Monti, 1969.

Der Palazzo Hercolani (auch Palazzo Ercolani) ist ein großer Rokokopalast oder klassizistischer Palast in der Strada Maggiore in Bologna in der italienischen Region Emilia-Romagna. Er ist heute Sitz der Fakultät für Politische Wissenschaften der Universität Bologna.

## Beschreibung
Der Palast, wie er sich heute zeigt, wurde 1785 vom Aristokraten Filippo Hercolani in Auftrag gegeben; der Architekt war Angelo Venturoli. Die Fassade zeigt klassizistische Einflüsse, die Treppe und die Verzierungen im Inneren sind gute Beispiele für Spätbarock und Rokoko. Im ersten Obergeschoss gibt es einen Raum mit Fresken, vermutlich von Filippo Pedrini, die Szenen aus „Ruhm und menschliches Genie“ zeigen und auf denen Himeros, Pindar, Hesiod und Demokrit dargestellt sind. Zwei Räume sind con Davide Zanotti im Chinoiserie-Stil dekoriert. Weitere Räume enthalten Dekorationen und Porträts von Giovanni Battista Frulli, Luigi Busatti, Antonio Basoli, Gaetano Caponeri, Minozzi Flaminio, Vincenzo Martinelli und anderen Künstlern.
Besonders wertvoll sind zwei Räume im Erdgeschoss ausgestattet, der klassizistische Saal des Zodiak mit Fresken, vermutlich von Basoli, und der Wintergarten (auch „Boschereccia“ genannt) mit dem „Bosco“ (dt.: Wald), gemalt von Rodolfo Fantuzzi Beide haben Fenster zum Garten des Palastes hinaus, der zu seinen besten Zeiten ein „großartiger Garten, zum Teil französisch und zum Teil englisch war, der mit kleinen Bergen geschmückt war“.